# AWG (Armaturen)
Die AWG Fittings GmbH (ehemals Max Widenmann KG) mit Sitz in Ballendorf in Baden-Württemberg ist ein Hersteller von Feuerwehrarmaturen. Das Unternehmen ist eine Tochter der US-amerikanischen IDEX Corporation und vertreibt seine Produkte unter den Marken AWG und Alco.

## Geschichte
Die Anfänge des Unternehmens gehen zurück bis ins Jahr 1904, als der Schlossermeister Johannes Hornung in Giengen an der Brenz einen eigenen Betrieb gründete. Im Jahr 1926 stieg der Messinggießer Wilhelm Widenmann in diese Firma mit ein. Sie wird daraufhin in HOWIG – Armaturenfabrik Hornung & Widenmann umfirmiert.
Wilhelm Widenmann hatte zuvor in der Metallgießerei seines Vaters (Karl Widenmann) gearbeitet, die noch heute in Heidenheim besteht. Der ebenfalls in Giengen ansässige Feuerlöschgerätehersteller Ziegler war der erste große Abnehmer der von Hornung & Widenmann produzierten Feuerlöscharmaturen.
1939 übernahm Wilhelms Bruder Max Widenmann den Betrieb, der ihn in „Armaturenfabrik Max Widenmann'“ umbenannte und das Firmenzeichen AWG (Armaturen Widenmann Giengen) schuf.
Der Ausbruch des Zweiten Weltkrieges brachte eine große Nachfrage nach Feuerlöscharmaturen mit sich. Dabei wurden aufgrund der Rohstoffknappheit erstmals auch Armaturen aus Leichtmetall anstelle von Messing gegossen. Die daraus gewonnenen Erkenntnisse halfen AWG nach Kriegsende bei der Entwicklung neuer Armaturen. Durch die Mitwirkung im Normenausschuss beeinflusste AWG die Normung von Feuerlöscharmaturen.
Das Produktspektrum der AWG Fittings GmbH umfasst Kupplungen in allen internationalen Normen sowie Armaturen, Strahlrohre und Geräte für die Wasserversorgung beim Löschen sowie diverse Löschgeräte, Pumpen, Schaum-Zumisch-Systeme und weitere Produkte der Löschtechnik.
Mit der Marke Alco ist das Unternehmen auch im Bereich von Wasserwerfern für mobile und stationäre Anwendungen tätig.
Seit der Übernahme durch die Beteiligungsgesellschaft Paragon Partners im Jahr 2010 firmiert das Unternehmen unter dem Namen AWG Fittings GmbH. Im August 2011 übernahm AWG die Geschäftstätigkeit der Lancier Hydraulik GmbH und erweiterte damit ihr Produktprogramm um Produkte im Bereich der Technischen Hilfeleistung. Dazu zählen diverse hydraulische Rettungsgeräte. Diese werden unter der Marke LANCIER vertrieben.
Anfang 2013 hat AWG den Hauptsitz und die gesamte Produktion von Giengen nach Ballendorf verlegt. Das Tochterunternehmen Albach wurde in die AWG integriert und vom bisherigen Standort Frankfurt-Höchst nach Ballendorf verlagert. 2016 wurde das Unternehmen an die US-amerikanische IDEX Corporation verkauft.

## Produkte
Unter den Marken AWG und Alco produziert und vertreibt die AWG Fittings GmbH Ausrüstung für den mobilen und stationären Brandschutz.